# Kungälvs stad
Denna artikel handlar om den tidigare kommunen Kungälvs stad. För orten se Kungälv, för dagens kommun, se Kungälvs kommun.
Kungälvs stad var en stad och kommun i Göteborgs och Bohus län.

## Administrativ historik
Kongahälla brändes ner flera gånger, senast 1612. 1645 flyttades staden, som nu börjat kallas Kungälv, till Bagaholmen (nuvarande Fästningsholmen), för att komma i skydd under Bohus fästning. Den brändes ner igen 1645. Den brändes ner på nytt 1676. 1680 byggdes slutligen staden upp på sin nuvarande plats. Stadsprivilegier erhölls officiellt 1762.
Staden blev en egen kommun, enligt Förordning om kommunalstyrelse i stad (SFS 1862:14) från och med den 1 januari 1863, då Sveriges kommunsystem infördes. 1952 inkorporerades Rödbo landskommun. 1971 gick staden upp i den då nybildade Kungälvs kommun, varur 1974 utbröts delen motsvarande Rödbo landskommun som överfördes till Göteborgs kommun.
1964 överfördes till staden från Ytterby landskommun ett område med 413 invånare och omfattande en areal av 7,74 kvadratkilometer.
Egen jurisdiktion hade Kungälvs stad fram till 1928, då rådhusrätten drogs in och staden ingick därefter till 1948 i Inlands södra tingslag, därefter till 1955 i Inlands tingslag och sedan till 1971 i Hisings, Sävedals och Kungälvs tingslag.
I kyrkligt hänseende hörde staden till Kungälvs församling. Den 1 januari 1952 tillkom Rödbo församling.

### Sockenkod
För registrerade fornfynd med mera så återfinns staden inom ett område definierat av sockenkod 1563 som motsvarar den omfattning staden hade kring 1950.

## Stadsvapnet
Blasonering: I fält av silver en av en vågskura bildad blå stam och däröver ett krenelerat porttorn med två valvbågar, åtföljd till höger av ett svärd och till vänster av ett mot porttornet upprest lejon, alla röda.
Detta vapen fastställdes 1951 och är baserat på stadens medeltida sigill. Lejonet kommer mest sannolikt från Norges riksvapen. 

## Geografi
Kungälvs stad omfattade den 1 januari 1952 en areal av 26,48 km², varav 24,54 km² land.

### Tätorter i staden 1960
I Kungälvs stad fanns del av tätorten Kungälva, som hade 6 220 invånare i staden den 1 november 1960. Tätortsgraden i staden var då 91,1 procent.

## Politik

### Mandatfördelning i valen 1919–1966
| 6 | 14 |

| 20 |

| 8 | 12 |

| 20 |

| 8 | 2 | 10 |

| 20 |

| 9 | 11 |

| 20 |

| 11 | 9 |

| 20 |

| 10 | 4 | 6 |

| 20 |

| 13 | 1 | 1 | 5 |

| 19 |

| 13 | 2 | 5 |

| 19 |

| 2 | 12 | 3 | 3 |

| 18 |

|  | 17 |  | 8 | 3 |

| 26 |

| 2 | 15 |  | 8 | 4 |

| 25 | 5 |

|  | 16 | 2 | 5 | 6 |

| 25 | 5 |

|  | 16 |  | 7 | 5 |

| 25 | 5 |

| 2 | 13 | 2 | 8 | 5 |

| 23 | 7 |